# Marco Marzano (sociologue)
Ne doit pas être confondu avec le coureur cycliste Marco Marzano
Pour les articles homonymes, voir Marzano (homonymie).
Marco Marzano, né le 18 juin 1963 à Turin, est un sociologue italien et professeur de sociologie à l'université de Bergame. Il est l'auteur de plusieurs essais sur l’Église catholique, notamment La Caste des chastes publié en 2022 en France, sur l'intimité des prêtres catholiques.

## Ouvrages
- (it) Marco Marzano, Cattolicesimo magico : un'indagine etnografica, Bompiani, 2009, 187 p. (ISBN 978-8-84526-238-8)
- (it) Marco Marzano, Quel che resta dei cattolici : inchiesta sulla crisi della Chiesa in Italia, Milan, Feltrinelli, coll. « Serie bianca », 2012, 251 p. (ISBN 978-8-80717-231-1)
- (it) Marco Marzano et Nadia Urbinati, La società orizzontale : liberi senza padri, Milan, Feltrinelli, coll. « Campi Del Sapere » (ISBN 978-8-80710-526-5)
- (it) Marco Marzano, La Chiesa immobile : Francesco e la rivoluzione mancata, Rome, Laterza, coll. « Robinson / Letture », 2018, 178 p. (ISBN 978-8-85812-815-2 et 978-8-85813-230-2)
- Marco Marzano (trad. de l'italien par Samuel Sfez), La Caste des chastes : les prêtres, le sexe et l'amour [« La Casta dei casti »], Paris, Philippe Rey, 2022, 151 p. (ISBN 978-2-84876-928-8).